# Sipha elegans
Sipha elegans är en insektsart som beskrevs av Del Guercio 1905. Enligt Catalogue of Life ingår Sipha elegans i släktet Sipha och familjen långrörsbladlöss, men enligt Dyntaxa är tillhörigheten istället släktet Sipha och familjen borstbladlöss. Arten är reproducerande i Sverige. Inga underarter finns listade i Catalogue of Life.